# Pitar newcombianus
Pitar newcombianus is een tweekleppigensoort uit de familie van de Veneridae. De wetenschappelijke naam van de soort werd voor het eerst geldig gepubliceerd in 1865 door William More Gabb.